# Alois Hadamczik
Alois Hadamczik (* 20. června 1952 Kravaře) je český hokejový trenér, funkcionář a podnikatel, od roku 2022 prezident Českého svazu ledního hokeje. V letech 2006–2008 a 2010–2014 byl trenérem české hokejové reprezentace, mezi roky 2018 a 2019 vedl českou hokejovou reprezentaci do 18 let.
Jeho bratrem byl fotbalový trenér Evžen Hadamczik, jeho synovec Pavel Hadamczik je fotbalovým trenérem a činovníkem.

## Život
Narodil se v německy mluvící rodině, česky se naučil až v první třídě. Vyučil se strojním zámečníkem, poté pracoval jako údržbář v Nové huti Klementa Gottwalda v Ostravě. S hokejem začínal až v pozdně dorosteneckém věku, ale díky svým fyzickým dispozicím se dokázal prosadit. Hrál za Kravaře, Opavu, Nový Jičín, Kopřivnici a Havířov. Nejvyšší soutěž, ve které hrál, byla 1. národní liga s Tatrou Kopřivnice. V jednadvaceti letech se oženil a začal dálkově studovat strojní průmyslovku.
Mimo svou hokejovou kariéru je členem mnoha představenstev a dozorčích rad ve společnostech podnikajících zejména v průmyslu. V letech 2000–2003 byl spolumajitelem fotbalového klubu FC Baník Ostrava.

## Sportovní kariéra

### Trenér
S prací trenéra začal v roce 1984 v Třinci, zároveň dálkově studoval trenérství na FTVS UK. V roce 1990 odešel na dvě sezony do Německa, po návratu získal angažmá v Olomouci. Po jeho prohlášení, že "hráči si nestydatě přilepšují sázením na vlastní zápasy ve Fortuně", byl propuštěn. Odešel do Vítkovic, po roce se vrátil opět do Třince. Pod jeho vedením se třetiligový tým probojoval v roce 1995 do extraligy. Od samého počátku se každý tým, který v extralize vedl, zúčastnil playoff. V roce 1998 byl po neshodách s vedením Třince odvolán, ale rok na to už byl opět zpět a dovedl tým na třetí místo. Jeho asistentem se tehdy stal Kamil Konečný, s ním obnovil spolupráci i v sezonách 2008/2009 a 2009/2010, kdy společně trénovali HC Vítkovice Steel. Mužstvo pod jejich vedením došlo v sezoně 2009/2010 až do finále a získalo stříbrné medaile. V oblasti tréninku mládeže spolupracoval Alois Hadamczik především s Mojmírem Trličíkem, který se od sezony 2010/11 stal ve Vítkovicích Hadamczikovým nástupcem. Vítkovice vedl Alois Hadamczik i v roce 2001, kdy tým došel na třetí místo a o rok později, kdy tým prohrál až finále se Spartou Praha.
V roce 2002 byl kandidátem na reprezentačního trenéra, ale hlasování skončilo 5:6 ve prospěch Slavomíra Lenera. Ve stejném roce se stal trenérem Sparty Praha, se kterou dvakrát skončil na třetím místě. V roce 2005 dovedl k bronzovým medailím český reprezentační tým do 20 let. Půl roku na to byl zvolen z trojice Hadamczik, Vůjtek, Sýkora trenérem A-týmu české hokejové reprezentace. Reprezentačním trenérem byl až do roku 2008, kdy po nevydařeném čtvrtfinálovém zápase se Švédskem na mistrovství světa odstoupil. Nutné je však podotknout, že dva roky předtím přivezlo mužstvo bronz z olympijských her. I zde se projevily výsledky, které jsou pro jeho kariéru typické. S outsidery soutěží dosahuje vynikajících, mnohdy i medailových výsledků. Favorité pod jeho vedením obvykle nepřesvědčí.
Ve funkci reprezentačního trenéra ho vystřídal Vladimír Růžička. Tomu skončila smlouva po MS 2010, 26. dubna 2010 byl tak Hadamczik opět jmenován trenérem české hokejové reprezentace. Funkce se ujal 1. června 2010, jeho asistentem se stal Josef Paleček. Toto trenérské duo navázalo na předchozí úspěchy. Pod jejich vedením skončila na MS 2011 česká reprezentace třetí, když za celý šampionát prohrála jen jedno utkání, a to semifinále se Švédskem. V posledním zápase mužstvo zvítězilo nad Ruskem poměrem 7:4 a získalo bronzové medaile. Dne 24. února 2014 po předchozích neúspěších, kdy na MS 2013 skončilo národní mužstvo pod jeho vedením sedmé, a po Olympijských hrách v Soči 2014, kdy reprezentace byla šestá, po sílící vlně kritiky z řad veřejnosti rezignoval. Při tom kritizoval české sportovní novináře. Veřejnost a média mu vyčítala hlavně prohry se slabšími soupeři.[zdroj?]
V letech 2018–2019 vedl českou hokejovou reprezentaci do 18 let.
| Ročník                  | Mužstvo             |
| ----------------------- | ------------------- |
| 1995 /1996              | HC Železárny Třinec |
| 1996 /1997              | HC Železárny Třinec |
| 1997 /1998              | HC Železárny Třinec |
| 1998 /1999              | HC Železárny Třinec |
| 1999 /2000              | HC Oceláři Třinec   |
| 2000 /2001              | HC Vítkovice        |
| 2001 /2002              | HC Vítkovice        |
| 2002 /2003              | HC Sparta Praha     |
| 2003 /2004              | HC Sparta Praha     |
| 2004 /2005 od 25.5.2005 | Reprezentace ČR     |
| 2005 /2006              | Reprezentace ČR     |
| 2006 /2007              | Reprezentace ČR     |
| 2007 /2008 do 20.6.2008 | Reprezentace ČR     |
| 2008 /2009              | HC Vítkovice Steel  |
| 2009 /2010              | HC Vítkovice Steel  |
| 2010/2011 od 26.4.2010  | Reprezentace ČR     |
| 2011/2012               | Reprezentace ČR     |
| 2012/2013               | Reprezentace ČR     |
| 2015/2016               | HC Kometa Brno      |

### Reprezentace
| rok        | Umístění         | Sestava  |
| ---------- | ---------------- | -------- |
| ZOH – 2006 | bronzová medaile | Soupiska |
| MS – 2006  | stříbrná medaile | Soupiska |
| MS – 2007  | 7. místo         | Soupiska |
| MS – 2008  | 5. místo         | Soupiska |
| MS – 2011  | bronzová medaile | Soupiska |
| MS – 2012  | bronzová medaile | Soupiska |
| MS – 2013  | 7. místo         | Soupiska |
| ZOH – 2014 | 6. místo         | Soupiska |

### Prezident Českého svazu ledního hokeje
Po rezignaci prezidenta Českého svazu ledního hokeje Tomáše Krále oznámil Hadamczik svou kandidaturu na post prezidenta ČSLH. Dne 18. června 2022 byl zvolen, když obdržel v 1. kole 31 hlasů, což byl minimální počet pro zvolení v 1. kole hlasování.

## Politická angažovanost
V komunálních volbách v říjnu 2014 kandidoval v Kravařích jako jednička uskupení Za Kravaře prosperující a byl zvolen do obecního zastupitelstva.